# Ralf Adam
Ralf Adam (* 26. Dezember 1972) ist ein deutscher Jurist. Er ist seit dem 29. April 2021 Richter am Bundesfinanzhof.

## Leben und Wirken
Adam war nach Abschluss seiner juristischen Ausbildung von 2000 bis 2006 zunächst als Rechtsanwalt und ab 2005 als Steuerberater in Freiburg tätig. Im Juli 2006 trat er in den Justizdienst des Landes Baden-Württemberg ein und war dem Finanzgericht Baden-Württemberg als Richter zugewiesen. Nach einer vierjährigen Abordnung als wissenschaftlicher Mitarbeiter an das Bundesverfassungsgericht war Adam seit Ende April 2020 Vorsitzender eines Senats des Finanzgerichts. Adam ist promoviert.
Das Präsidium des Bundesfinanzhofs wies Adam dem vornehmlich für Einkünfte aus selbständiger Tätigkeit und aus Kapitalvermögen zuständigen VIII. Senat zu.